# Шутерики, Димитёр
Димитёр Шутерики алб. Dhimitër Shuteriqi; 26 июля 1915, Эльбасан, Княжество Албания — 22 июля 2003, Тирана, Албания) — албанский писатель
, поэт, учёный, историк литературы. Общественный деятель. Член Академии наук Албании (с 1973).

## Биография
После окончания средней школы в Корче, обучался в Гренобльском и Лионском университетах. В 1942—1943 годах работал школьным учителем в Эльбасане.
Член Албанской партии труда. Во время правления Энвера Ходжи пять раз избирался депутатом Народного собрания Албании, возглавлял комитет по социальной политике.
12 августа 1990 года участвовал во встрече представителей государственных органов с представителями интеллигенции, организованной Рамизом Алией по поводу возможных системных изменений в Албании.
С 1956 по 1974 год возглавлял Союз албанских писателей и художников.

## Творчество и научная деятельность
Дебютировал в 1930-е годы. Автор романов, сборников рассказов и стихов. В молодости увлекался романтизмом, позже стал реалистом, при власти коммунистов — писатель-соцреалист.
Занимался исследованиями в области литературы, истории и фольклора, в частности, стандартами истории и антологии албанской литературы.

## Избранные произведения
- Kangët e rinisë së parë (Первые молодёжные песни, 1935)
- Kangë (Песни, 1936)
- Çlirimtarët (Освободители, повесть 1952)
- Fyelli i Marisiasit (1963)
- Tregime të zgjedhura (Избранные рассказы, 1972)
- Një mal me këngë (Гора с песней, 1975)
- Shkrimet shqipe në vitet 1332—1850 (Албанские публикации 1332—1850 годов, изд. 1976)
- Mbi Barletin dhe shkrime të tjera (O М. Барлети и другие тексты, 1979)
- Kur rendte hëna nëpër re (1982)
- Historia e letërsisë shqiptare (История албанской литературы, 1983)
- Vërshimet e vjeshtës (Осенние паводки, 1984)
- Syte e Simonidës (Глаза Симонедеса, 1998)
- Gjashtëdhjetë tregime në një (Шестьдесят рассказов в одном томе)

Ряд произведений был экранизирован.